# 小行星15346
小行星15346（15346 Bonifatius）是一颗绕太阳运转的小行星，为主小行星带小行星。该小行星于1994年9月2日发现。

## 轨道参数
小行星15346的轨道半长轴为2.2753327 UA，离心率为0.140。